# 霹雳-3
霹雳-3是中華人民共和國早期研製的一種近距空空導彈，計畫進展到完成了兩型機試射，但由於引信可靠度一直不佳，直到該問題解決後這飛彈科技已經落後，於是放棄量產，集中資源於更先進的霹雳-5B。
1960年代由於兩岸台海戰鬥中空軍裝備劣勢於國民黨軍，解放軍急需一種提高空戰效能的武器，於是以蘇聯AA-2飛彈為藍本的霹靂-2技術已經吃透，毛宗维設計師構想於將它再次強化的霹雳-3計畫應運誕生。提高了平衡攻角，改善高空空气稀薄条件下的作战能力，此外还改进了战斗部威力，然而當時國產科技有所欠缺，提高性能後的飛彈可靠性不佳，到了1979年由歼-8型机进行单、双发试射成功證明問題解決，這飛彈科技已經落後國際，最後国家還是批准霹雳-3型空空导弹设计定型，表示計畫成功收官，但並不量產。
1980年相關人員获国务院国防工办重大技术改进一等奖。